# 1969
Évszázadok: 19. század – 20. század – 21. század
Évtizedek: 1910-es évek – 1920-as évek – 1930-as évek – 1940-es évek – 1950-es évek – 1960-as évek – 1970-es évek – 1980-as évek – 1990-es évek – 2000-es évek – 2010-es évek
Évek: 1964 – 1965 – 1966 – 1967 –  1968 – 1969 – 1970 – 1971 – 1972 – 1973 – 1974

## Események

### Január
- január 1. – Csehszlovákiában érvénybe lép a föderációról szóló törvény. Az államalakulat két egyenjogú ország, a Cseh Szocialista Köztársaság és a Szlovák Szocialista Köztársaság szövetségévé alakul át.[1]
- január 16. – Prágában egy 20 éves egyetemista, Jan Palach benzinnel leönti és felgyújtja magát a kommunista rendszer elleni tiltakozásul.[1]
- január 20. – A 17 éves Bauer Sándor Budapesten végiglocsolja benzinnel és meggyújtja a testére csavart nemzeti színű zászlót. (Búcsúlevelében a következőket írta: „Szeretnék élni, de most szénné égett holttestemre van szüksége a nemzetnek.”)
- január 20. – Elfoglalja hivatalát az 55 éves Richard Nixon, a megválasztott új republikánus párti amerikai elnök. (Alelnöke Spiro Agnew, a külügyminiszter William P. Rogers.)[2]
- január 25. – Az ülésrendre és technikai kérdésekre vonatkozó viták után kezdetét veszi a Vietnámról szóló párizsi tanácskozások második szakasza.
- január 30. – Műtét utáni szövődményekben meghalt Georges Pire, belga Domonkos-rendi pap, aki 1958-ban a Nobel-békedíjjal tüntettek ki a menekültek érdekében végzett tevékenységéért.

### Február
- február 1. – Kairóban tartják az Arab Liga ülését, melyen a palesztin politikai tömörülések összefoglaló szervezete, a Palesztin Nemzeti Tanács is részt vesz. (A Tanács Végrehajtó Bizottságának elnökévé Jasszer Arafatot, az Al Fatah nevű szervezet vezetőjét választják.)
- február 11. – Jugoszláviában elfogadják a területvédelmi egységek felállításáról szóló törvényt.
- február 18.
  - A Magyar Szocialista Munkáspárt Politikai Bizottsága (MSZMP PB) újra foglalkozik Rákosi Mátyás hazahozatala ügyében és úgy dönt, hogy azt a Központi Bizottság (KB) elél terjeszti.[3]
  - Négy arab terrorista Zürichben támadást intéz az El-Al izraeli légitársaság Tel-Avivba induló gépe ellen. (Az izraeli kormány 24-én légitámadást hajt végre az Al Fatah két szíriai tábora ellen.)
- február 23. – Nixon elnök európai körútra indul; látogatást tesz Brüsszelben, Londonban, Nyugat-Berlinben és a Vatikánban is.
- február 25. – A Központi Kerületi Bíróság a vádlottak távollétében hazatérés megtagadásáért Varga Zoltán labdarúgót ötévi, feleségét két és fél évi szabadságvesztésre, és mindkettőjüket teljes vagyonelkobzásra ítéli.

### Március
- március 1. – Az Egyesült Nemzetek Szervezete Biztonsági Tanácsa Csatorday Károlyt, Magyarország állandó ENSZ-képviselőjét választja a testület soros elnökévé.[4]
- március 2. – A szovjet–kínai határon, az Usszuri folyó mentén több napos tűzharc alakul ki a szovjet és a kínai határőrök között.[4]
- március 4–7. – Prágában a szakszervezetek VII, kongresszusán még megpróbálnak szembeszállni az erősödő „konszolidációs” és „normalizációs” nyomással.[1]
- március 6. – Gustav Heinemannt megválasztják a Német Szövetségi Köztársaság elnökének.[5]
- március 6. – Az MSZMP Központi Bizottságában többen fenntartásokkal élnek Rákosi hazatérésével kapcsolatban, ezért a testület csak elvben járul hozzá a hazaköltözéshez, a konkrét időpont kijelölését a PB-re bízza.[3]
- március 11–15. – A JKSZ IX. kongresszusa, ahol elfogadják a párt új szervezeti szabályzatát, amivel növelik a tagpártok önállóságát.[6]
- március 14. – Újabb szovjet–kínai határincidens robban ki az Usszuri-folyó Csenpao (Damanszkij)-szigeténél.[4]
- március 17.
  - A politikai elégedetlenség nyílt lázadásba megy át Pakisztánban. Új kormány alakul, amely a hónap végén ostromállapotot vezet be.
  - A 70 éves Golda Meir alakít kormányt Izraelben. (Ő lett az ország negyedik miniszterelnöke, és mindeddig ő az egyetlen nő, aki ezt a tisztséget betöltötte.)[7]
- A Varsói Szerződés éves konferenciáján egy európai biztonsági konferencia összehívását javasolják a NATO, illetve a Varsói Szerződés országai és a semleges államok részvételével.[8]
- március 29. – Madridban rendezik az Eurovíziós Dalfesztivál döntőjét. A 16 induló ország dalai közül négy is (a brit, a francia, a holland és a spanyol) azonos pontszámmal végez az első helyen. Amszterdam kapja a rendezés jogát a következő, 1970-es évre.
- március 31. – Kádár János és Fock Jenő miniszterelnök levelet intéz a CSKP KB-hoz és a csehszlovák kormányhoz. (Kifejezésre juttatják, hogy „a párt és az ország” a szocializmus csehszlovákiai vívmányainak sorsa feletti aggodalommal figyeli a fejleményeket.)[4]

### Április
- április 17. – Csehszlovákia Kommunista Pártja (CSKP) Központi Bizottsága ülésén leváltják Alexander Dubček, helyette Gustáv Husák lesz az első titkár.[1]
- április 28. – Lemond Charles de Gaulle francia elnök.[9]

### Május
- május 18. – Jugoszláviában Mitja Ribičič alakít kormányt.[10]
- május 28. – Létrehozzák a Földközi-tengeri Azonnal Bevethető NATO Haditengerészeti Köteléket (NAVOC–FORMED).[11]
- május 29–30. – A CSKP KB meghatározza a „konszolidáció” fő célkitűzéseit. (A legfontosabb a párt egységének és vezető szerepének helyreállítása.)[1]

### Július
- július 7.

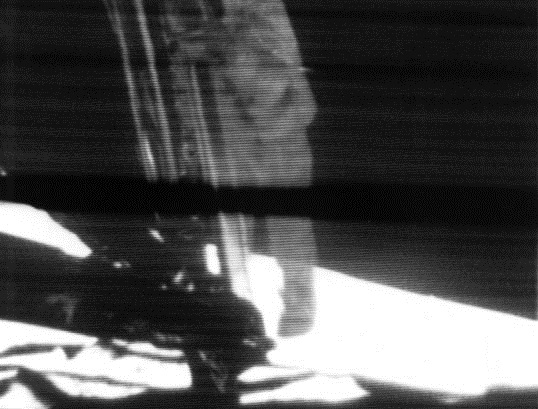
Az első lépés a Holdon

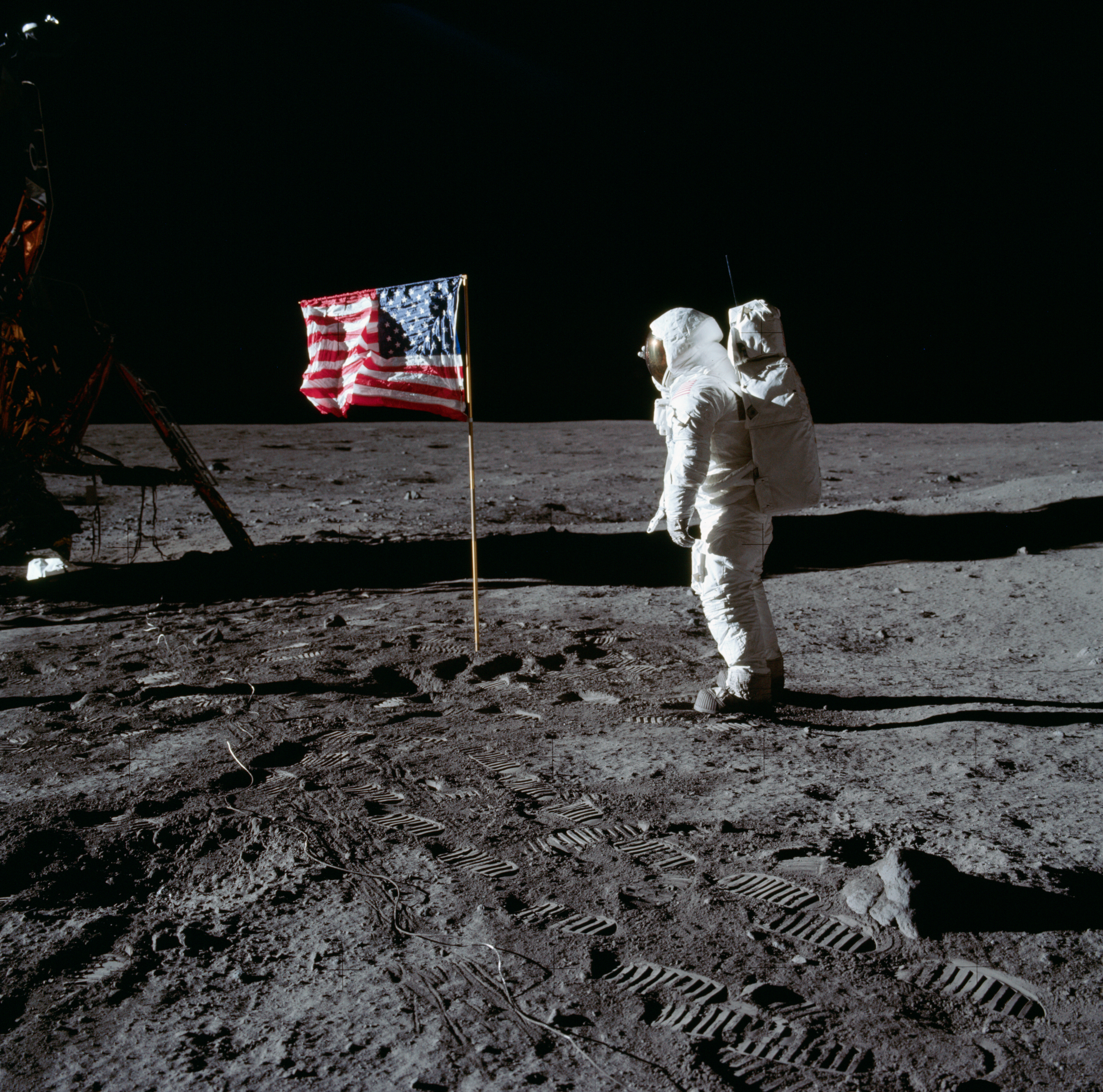
Ember a Holdon (Buzz Aldrin)

  - A BKV bevezeti a kalauz nélküli villamosokat és autóbuszokat.[12]
  - Kanadában a francia nyelvet az angollal egyenjogúnak ismerik el.
- július 19. – John Fairfax kikötött a floridai Fort Lauderdale-ben, miután elsőként átevezett az Atlanti-óceánon.
- július 20. – Az Apollo–11 űrhajósai leszállnak a Holdra, Neil Armstrong az első ember a Holdon.
- július 22. – A spanyol parlament jóváhagyja Franco döntését, hogy az utódja János Károly, XIII. Alfonz spanyol király unokája legyen.[13]
- július 23. – János Károly elnyeri Spanyolország hercege címet, aki aláírja az örökösödési törvényt, és a cortes elé járul, hogy esküt tegyen az állam vezetőjének a Nemzeti front eszméire, valamint a királyság minden alapvető eszméjére.[14]

### Augusztus
- augusztus 19–21. – A megszállás első évfordulóján Prágában és más csehszlovák városokban tömegtüntetések zajlanak, amelyeket a belügyiek erőszakkal oszlatnak szét.[1]
- augusztus 20. – Az első tisztavatás a Parlament előtt. (→ 2007)

### Szeptember
- szeptember 1. – Líbiában Idrisz királyt megfosztja trónjától a Moammer Kadhafi vezette Forradalmi Parancsnokság Tanácsa (RCC).[15][16]
- szeptember 25–29. – A CSKP KB ülésén visszavonják a pártvezetés „szovjetellenes” határozatait, és illegálissá nyilvánítják a CSKP XIV. kongresszusát.[1]
- szeptember 29. – A csehszlovák köztársasági elnök kinevezi az Oldřich Černík vezette új szövetségi kormányt.[1]

### Október
- október 1. – Neuwerk-sziget Alsó-Szászországból Hamburg tartomány fennhatósága alá kerül.
- október 3. – Elkészül Kelet-Berlinben a berlini tévétorony, Európa egyik legmagasabb épülete.
- október 15. – Meggyilkolják Abdi Rasid Ali Sermarke szomáliai elnököt. Hat nappal később a katonaság és a rendőrség puccsot hajt végre.
- október 15–16. – A csehszlovák szövetségi gyűlés érvényteleníti az 1968-as nemzetgyűlés „szocialistaellenes” határozatait.[1]
- október 21. – A Bundestag szövetségi kancellárrá választja Willy Brandtot.[17]
- október 23. – Mohammed Sziad Barre vezérőrnagy kikiáltja a Szomáli Demokratikus Köztársaságot.

### November
- november 19. – Leszállnak a Holdra az Apollo–12 űrhajósai, Charles Conrad és Alan Bean.
- november 21. – Megindul a Román Televízió magyar adása.[18]
- november 25. – John Lennon, a Beatles együttes tagja visszaküldi 1965-ben kapott kitüntetését a II. Erzsébet brit királynőnek, tiltakozásul Nagy-Britannia biafrai politikája és az Amerikai Egyesült Államok vietnámi beavatkozását támogató kormánypolitikája ellen.

### December
- december 8–10. – Először ülésezik a Modern Társadalom Kihívásainak Bizottsága (CCMS).[11]
- december 9. – Romániában a Minisztertanács elrendeli a könyvkiadás átalakítását. Ennek keretében jön létre a Kriterion Könyvkiadó, amely a nemzeti kisebbségek önálló könyvkiadója.[18]
- december 12. – Az Ordine Nuovo fasiszta szervezet bombamerényletet hajt végre az olasz Mezőgazdasági Nemzeti Bank milánói székháza ellen. (A merénylet 17 ember halálát és 88 ember sérülését okozza.)
- december 31. – Budapesten Rákosi Mátyás nyugdíjazása ügyében eljárni igyekvő Bíró Ferencet – Rákosi fivérét – rendőri figyelmeztetésben részesítik.[3]

### Határozatlan dátumú események
- Megjelenik a Chevrolet Camaro ZL-1.
- A választó korhatár 21 évről 18 évre csökkentése az Egyesült Királyságban.[19]

## Az év témái

### 1969 a filmművészetben
- június – Levetítik az utolsó Star Trek – TOS részt.
- szeptember 22. – A Frank Mannata igaz története c. bűnügyi film premierje.
- október 5. – A brit BBC tévécsatorna műsorára tűzi a Monty Python Repülő Cirkusza komédia-sorozatát.[20]
- november 10. – A Szezám utca (Sesame Street) sugárzása Amerikában.

### 1969 az irodalomban
- Graham Greene: Utazások nagynénémmel
- Kurt Vonnegut: Az ötös számú vágóhíd avagy a gyermekek keresztes hadjárata

### 1969 a légi közlekedésben
- március 2. – A Concorde 001 első tesztrepülése, amelyet a francia André Turcat pilóta hajtott végre Toulouse-ban.
- április 9. – A Concorde 002 próbarepülése.
- november 19. – A Malév egyik Tu-134 típusú repülőgépe Isztambulban a vizes pályán túlfut a leszállópályán, és súlyos balesetet szenved.

### 1969 a sportban
- március 28. – A stockholmi jégkorong világbajnokságon a csehszlovák válogatott legyőzi a szovjet csapatot. A sikert szovjetellenes megmozdulások követik Csehszlovákiában.[1]
- Jackie Stewart megszerzi pályafutása első Formula–1-es világbajnoki címét a Matra csapattal.
- Műkorcsolya-világbajnokság Colorado Springsben. Almássy Zsuzsa egyéni műkorcsolyázásban bronzérmet nyer.
- Öttusa-világbajnokság Budapesten. Balczó András egyéniben világbajnoki címet szerez, a magyar csapat ezüstérmes.
- Ritmikus sportgimnasztika-világbajnokság Várnában.
- Súlyemelő-világbajnokság Varsóban. Földi Imre, Bakos Károly és Tóth Géza aranyérmet szerez.
- Vívó-világbajnokság Havannában. A magyar csapat két ezüst- és három bronzérmet nyer.
- Atlétika-Európa-bajnokság Athénban. Németh Angéla gerelyhajításban aranyérmet nyer.
- Birkózó-Európa-bajnokság Szófiában. A második helyezett Bajkó Károly a magyar csapat egyetlen érmét nyeri el.
- Cselgáncs-Európa-bajnokság Oostendében. A magyar csapatból Pulai János és Ipacs László bronzérmes.
- Evezős-Európa-bajnokság Klagenfurtban. A magyar csapat egy ezüstérmet nyer.
- Kajak–kenu-Európa-bajnokság Moszkvában. A magyar csapat négy arany-, három ezüst- és öt bronzérmet szerez.
- Műkorcsolya-Európa-bajnokság Garmisch-Partenkirchenben.
- Ökölvívó-Európa-bajnokság Bukarestben. Gedó György és Orbán László aranyérmet nyer.
- Tenisz-Európa-bajnokság Torinóban. Férfi egyesben Baranyi Szabolcs megszerzi a sportág első magyar bajnoki címét.

| Kiírás                       | Győztes              | Ezüstérmes    | Bronzérmes  |
| ---------------------------- | -------------------- | ------------- | ----------- |
| NB1                          | Újpesti Dózsa        | Honvéd        | Ferencváros |
| Magyar Kupa                  | Újpesti Dózsa        | Honvéd        | -           |
| Bajnokcsapatok Európa Kupája | AC Milan             | Ajax          | -           |
| Kupagyőztesek Európa Kupája  | ŠK Slovan Bratislava | FC Barcelona  | -           |
| Vásárvárosok Kupája          | Newcastle United FC  | Újpesti Dózsa | –           |

### 1969 a tudományban
- március 21. – megindul a Magyar Televízió színes kísérleti adása.

### 1969 a vasúti közlekedésben
- január 31. – A herendi vasútállomáson helytelen váltóállítás miatt a szombathelyi gyorsvonat belerohan egy indulásra váró katonai szerelvénybe. (Az ütközést követően 11 ember – köztük a 10. gépkocsizó lövészezred tíz katonája – életét veszti, 58-an megsérülnek.)[21]

### 1969 a zenében
- július 3. – Brian Jones, a Rolling Stones együttes gitárosának halála.
- augusztus 15. – 18 – Woodstocki fesztivál az Egyesült Államokban.
- The Carpenters: Ticket to Ride

#### Fontosabb magyar albumok
- Illés: Illések és pofonok
- Koncz Zsuzsa: Volt egyszer egy lány
- Omega: Tízezer lépés
- Metro: Metro
- Aradszky László: Aradszky László

#### Fontosabb külföldi albumok
- Elvis Presley: From Elvis in Memphis / From Memphis to Vegas / From Vegas to Memphis
- Bee Gees: Odessa
- The Beach Boys: 20/20
- Creedence Clearwater Revival: Bayou Country / Green River / Willy and the Poor Boys
- Cher: 3614 Jackson Highway
- Jefferson Airplane: Volunteers
- Fleetwood Mac: Then Play On
- Frank Sinatra: My Way / A Man Alone
- The Beatles: Abbey Road
- Joe Cocker: With a Little Help from My Friends / Joe Cocker!
- The Jackson 5: Diana Ross Presents The Jackson 5
- Genesis: From Genesis to Revelation
- Santana: Santana
- Johnny Cash: Live at San Quentin
- Cream: Goodbye
- The Rolling Stones: Let It Bleed
- The Monkees: Instant Replay / The Monkees Present
- Crosby, Stills & Nash: Crosby, Stills & Nash
- Deep Purple: The Book of Taliesyn, Deep Purple, Concerto for Group and Orchestra
- Ike & Tina Turner: Outta Season / Cussin', Cryin' & Carryin' On / The Hunter
- Bob Dylan: Nashville Skyline
- The Doors: The Soft Parade
- Blind Faith: Blind Faith
- Nancy Sinatra: Nancy
- Led Zeppelin: Led Zeppelin, Led Zeppelin II
- King Crimson: In the Court of the Crimson King
- Jethro Tull: Stand Up
- Pink Floyd: Ummagumma
- The Rolling Stones: Let It Bleed
- The Who: Tommy
- David Bowie: David Bowie
- Kovács Kati: The Park in the City

## Születések

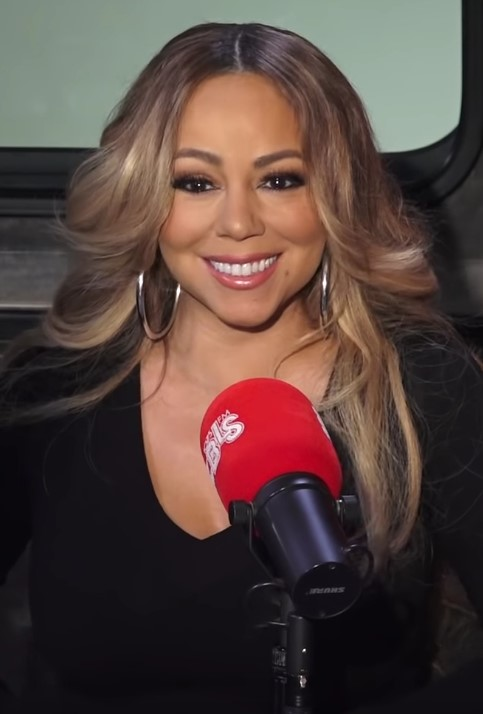
Mariah Carey

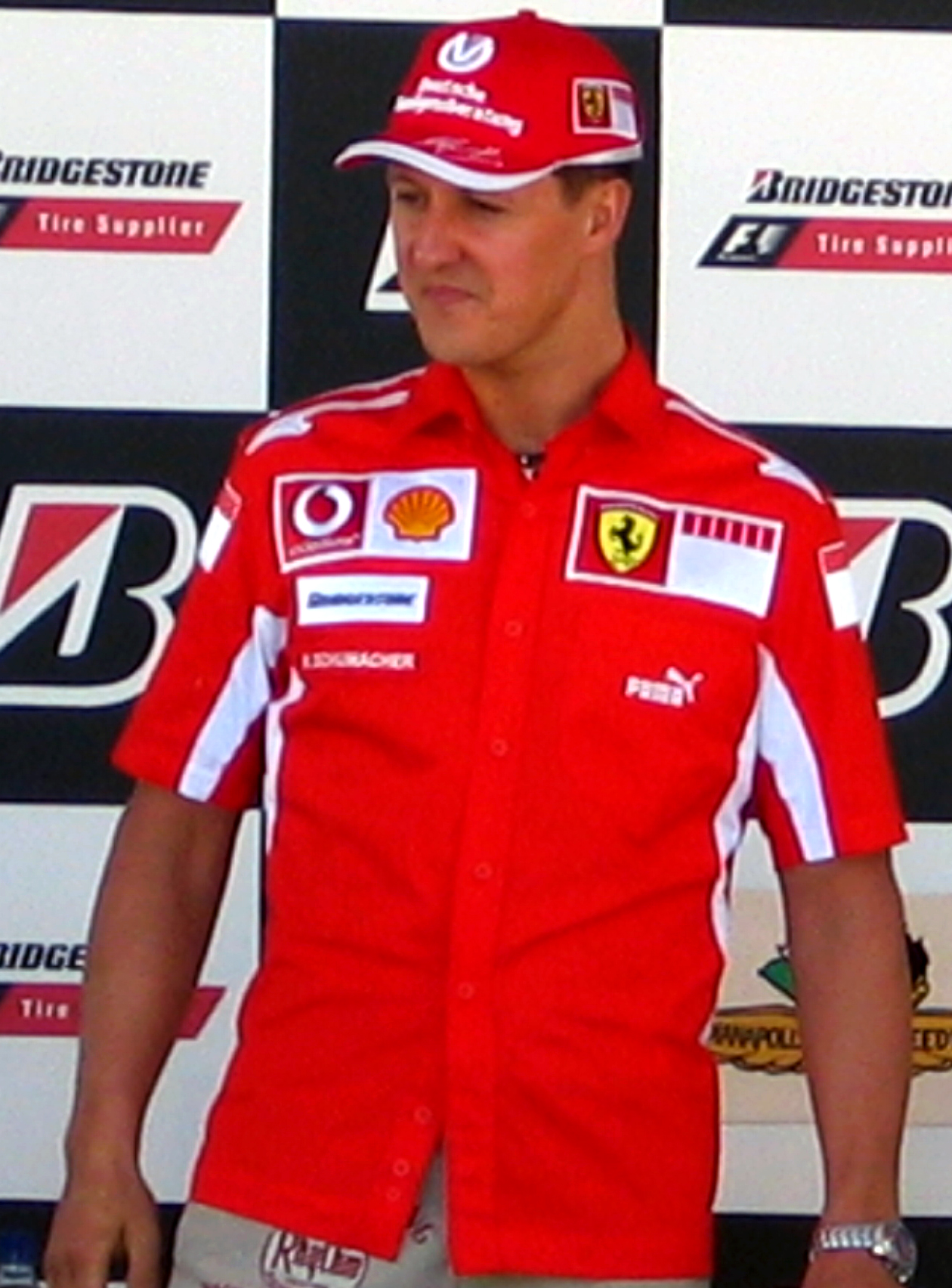
Michael Schumacher

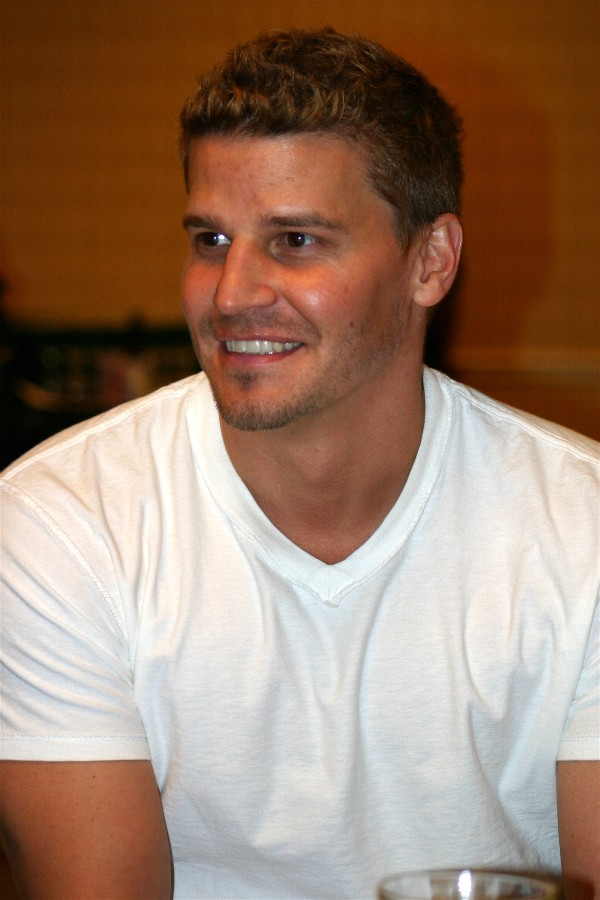
David Boreanaz

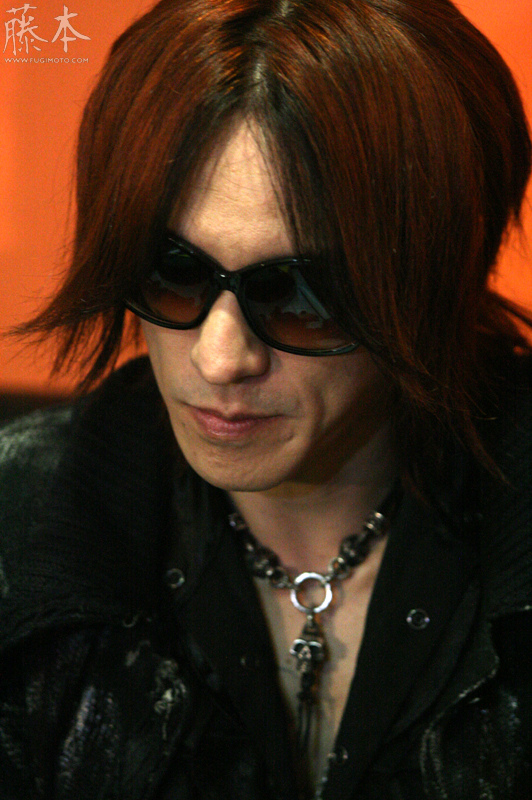
Sugizo

- január 2. – Tommy Morrison amerikai ökölvívó, korábbi WBO-bajnok († 2013)
- január 3. – Michael Schumacher német autóversenyző, Formula–1-es világbajnok
- január 5. – Marilyn Manson amerikai énekes,zenész,producer születése
- január 14. – Dave Grohl amerikai rockzenész és dalszövegíró, a Nirvana egykori dobosa és a Foo Fighters frontembere
- január 16. – Per Yngve Ohlin svéd énekes († 1991)
- január 20. – Molnár Csilla szépségkirálynő († 1986)
- január 22. – Barabás Éva műsorvezető
- február 11. – Jennifer Aniston – amerikai színésznő, filmproducer, üzletasszony
- február 24. – Holecz Károly magyarországi szlovén író, újságíró
- február 28. – Robert Sean Leonard, amerikai színész
- március 3. – Bátorfi Csilla magyar asztaliteniszezőnő
- március 10. – Szabó József olimpiai bajnok úszó
- március 12. – Graham Coxon brit gitáros
- március 13. – Hevér Gábor magyar színész
- március 22. – Andreas Pietschmann német színész
- március 23. – Timkó Eszter Jászai Mari-díjas magyar színésznő
- március 27. – Mariah Carey amerikai pop- és R&B-énekesnő
- március 27. – Pauley Perrette, amerikai színésznő
- március 28. – Szíj Melinda énekesnő
- április 2. – Pados Gyula, magyar operatőr
- április 19. – Polgár Zsuzsa sakkozó
- április 21. – Toby Stephens angol színész
- május 3. – Hajós András énekes, zenész
- május 10. – Dennis Bergkamp holland labdarúgó
  - Koroknay Simon Eszter – színésznő, szinkronszínész
- május 14. – Cate Blanchett ausztrál színésznő
- május 16. – David Boreanaz, amerikai színész
- május 25. – Anne Heche, amerikai színésznő († 2022)
- május 30. – Bálint Antónia Miss Hungary-győztes
- május 31. – Csősz Imre olimpiai bronzérmes, Európa-bajnok cselgáncsozó
- június 3. – Keleti Andrea táncművész
- június 9. – David Cage, a Quantic Dream alapítója és vezérigazgatója
- június 11.
  - Peter Dinklage, amerikai színész
  - Chris Finch amerikai kosárlabdázó, edző
- június 15. – Oliver Kahn, a német válogatott és a Bayern München labdarúgócsapatának kapusa
- június 20. – Lévai Mária magyar hárfaművész († 2018)
- július 8. – Sugizo japán zenész, az X Japan, Luna Sea és Juno Reactor együttesek gitárosa
- július 10. – Gale Harold, amerikai színész
- július 24.
  - Kangyal Balázs magyar jégkorongozó
  - Jennifer Lopez, Puerto Rico-i származású amerikai énekesnő, színésznő, táncos, divattervező, producer
- augusztus 8. – Faye Wong kínai énekesnő
- augusztus 12. – Tanita Tikaram brit énekesnő
- augusztus 13. – Németh Kriszta színésznő
- augusztus 14. – Juhász Judit magyar színésznő
- augusztus 17. – David Bernhardt amerikai politikus, belügyminiszter
- augusztus 18. – Christian Slater amerikai színész
- augusztus 19. – Matthew Perry kanadai-amerikai színész, humorista, producer, forgatókönyvíró és drámaíró († 2023)
- augusztus 22. – Szabó Gabi magyar színésznő
- szeptember 17. – Keith Flint brit popzenész, a Prodigy énekese († 2019)
- szeptember 19. – Jóhann Jóhannsson izlandi zeneszerző († 2018)
- október 2. – Selmeczi Roland magyar színész, szinkronszínész († 2008)
- október 3. – Gwen Stefani amerikai énekesnő, dalszerző, divattervező és színész
- október 15. – Dominic West angol színész
- október 25. – Oleg Szelenko orosz labdarúgó, az 1994-es labdarúgó-világbajnokság gólkirálya
- október 28. – Benkő Géza színész, rendező († 2017)
- november 6. – Mincza-Nébald Ildikó, magyar vívó
- november 7. – Nagy Enikő magyar színésznő
- november 10. – Abby Travis amerikai basszusgitáros, színésznő
- november 10. – Ellen Pompeo, amerikai színésznő
- november 11. – Jens Lehmann, német labdarúgó, kapus.
- november 13. – Gerard Butler, skót színész
- november 22. – Marjane Satrapi, iráni származású illusztrátor, képregényszerző
- december 19. – Kristy Swanson, amerikai színésznő
- december 17. – Roska Botond magyar neurobiológus, egyetemi tanár, a bázeli Institute of Ophthalmology Basel (IOB) igazgatója, Roska Tamás fia
- december 27. – Rajkai Zoltán, színész
- december 28. – Linus Torvalds programozó, a Linux atyja

## Halálozások
- február 3. – Boczonádi Szabó Imre magyar miniszteri számvizsgáló, lapszerkesztő, méhész, országgyűlési képviselő (* 1882)
- február 23. – Konrád Ignác, festő- és szobrászművész (* 1894)
- február 26. – Karl Jaspers, filozófus (* 1883)
- március 15. – Auszmann György magyarországi német származású gazdálkodó, kommunista országgyűlési képviselő (* 1894)
- március 18. – Ágoston Julián Imre ciszterci szerzetes, író, költő (* 1909)
- március 26. – B. Traven, német nyelven alkotó író, akinek kiléte máig sem tisztázott teljes mértékben
- március 28. – Dwight D. Eisenhower, az Amerikai Egyesült Államok elnöke (* 1890)
- április 19. – Bocsáry Kálmán magyar ügyvéd, országgyűlési képviselő (* 1890)
- április 26. – Uesiba Morihei, az aikidó alapítója (* 1883)
- május 3. – Vincze Imre magyar zeneszerző (* 1926)
- május 8. – Remington Kellogg, amerikai természettudós, paleontológus és a Smithsonian Intézet igazgatója (* 1892)
- május 13. – Kiss Ignác magyar kohómérnök, matematikus, egyetemi tanár (* 1900)
- május 16. – Eckhardt Sándor irodalomtörténész, nyelvész, egyetemi tanár, az MTA tagja (* 1890)
- május 30. – Benedek Marcell, író és műfordító (* 1885)
- június 12. – Tersánszky Józsi Jenő, Kossuth-díjas író (* 1888)
- június 17.
  - Sinka István, író, költő (* 1897)
  - Török János magyar állatorvos, egyetemi tanár (* 1907)
- július 5. – Walter Gropius, német mérnök, a Bauhaus iskola alapítója (* 1883)
- július 19. – Ángyán János, belgyógyász, egyetemi tanár (* 1886)
- augusztus 7. – Kozma József magyar zeneszerző, a francia sanzon megújító mestere (* 1905)
- augusztus 9. – Sharon Tate és gyermeke Paul Richard Polanski, valamint a Polanski házaspár barátai Jay Sebring, Abigail Folger és Voytek Frykowski életüket veszítették a Benedict Canyon béli Cielo Drive-ban Charles Manson követőinek keze által.
- augusztus 10. – Kodolányi János, író (* 1899)
- augusztus 17. – Ludwig Mies van der Rohe, építész (* 1886)
- augusztus 21. – Vályi-Nagy Tibor, orvos (* 1912)
- augusztus 31. – Rocky Marciano, nehézsúlyú ökölvívó (* 1923)
- szeptember 2. – Ho Si Minh, vietnámi vezető (* 1890)
- október 15. – Homonnai Márton, kétszeres olimpiai bajnok vízilabdázó (* 1906)
- október 18. – Buza László, nemzetközi jogász, egyetemi tanár (* 1885)
- október 21. – Jack Kerouac, amerikai író (* 1922)
- november 21. – Harrer Ferenc várospolitikus, miniszter, jogász (* 1874)
- november 26. – Lőrincz Márton, olimpiai bajnok birkózó (* 1911)
- december 2. – Kliment Jefremovics Vorosilov, szovjet marsall (* 1881)

## Nobel-díjak
| Fizikai            | Murray Gell-Mann                             |
| Kémiai             | Derek Barton, Odd Hassel                     |
| Orvosi-fiziológiai | Max Delbrück, Alfred Hershey, Salvador Luria |
| Irodalmi           | Samuel Beckett                               |
| Béke               | Nemzetközi Munkaügyi Szervezet               |
| Közgazdasági       | Ragnar Frisch, Jan Tinbergen                 |